# Mustafa Sejmenović
Mustafa Sejmenović (sinh ngày 3 tháng 1 năm 1986) là một hậu vệ bóng đá Bosna và Hercegovina thi đấu cho Neuchatel Xamax tại Swiss Challenge League.